# Hannu Tihinen
Hannu Tihinen (Keminmaa, 1º luglio 1976) è un ex calciatore finlandese, di ruolo difensore. Dal gennaio del 2014 ha lavorato come direttore sportivo presso la Federcalcio finlandese. Dal gennaio 2023 è specialista alte prestazioni presso la FIFA.
Ha giocato per club in Finlandia, Norvegia, Inghilterra, Belgio e Svizzera. Tihinen, in una carriera che si è conclusa nel 2010, ha vinto cinque campionati in tre paesi differenti, un titolo di coppa in due di essi e ha capitanato quasi tutte le squadre di club in cui ha giocato.

## Carriera
Nato a Keminmaa, in Lapponia, Tihinen ha incominciato la sua carriera giocando nel KePs, prima di diventare calciatore professionista cominciando a giocare per il HJK Helsinki nel 1996; in questa squadra ha vinto sia il campionato finlandese nel 1997, sia la coppa di Finlandia nel 1998.
Con la maglia del HJK Helsinki Tihinen partecipò anche alla UEFA Champions League 1998-1999.
Tuttavia Tihinen nel 2000 lasciò la HJK Helsinki trasferendosi nella squadra norvegese Viking, dove rimase per due stagioni.
Contemporaneamente nel 2001 diventò parte della squadra inglese della West Ham United, nella Premier League.
Nel 2002 è passato nella squadra belga del Anderlecht, dove firmò un contratto che durava fino al 2006, in Belgio ha vinto due campionati e una Supercoppa belga. Tihinen ha segnato il gol della vittoria per 1-0 contro il Lione nella partita di Champions League del novembre 2003.
Dopo il contratto con l'Anderlecht, che come già accennato scadde nel 2006, Tihinen è passato allo Zurigo, con un contratto di tre anni; nella squadra svizzera Tihinen vinse due campionati.
È stato capitano dello Zurigo dal 2006 fino al suo ritiro nel 2010.
Il 30 settembre 2009, Tihinen segna il goal vincente al 10º minuto del primo tempo, nella partita di Champions League, contro il Milan, con un colpo di tacco su calcio d'angolo di Milan Gajić.
Una volta ritiratosi, Tihinen è passato all'FC Zurigo come vicedirettore sportivo del club..
Il 13 aprile 2012 ha annunciato la propria candidatura alla carica di nuovo presidente della Federcalcio finlandese, poiché il posto era rimasto vacante a seguito dell'elezione di Sauli Niinistö a presidente della Finlandia. Negli anni 2012-2014, Tihinen è stato presidente dell'Associazione dei calciatori finlandesi.
Al termine della carriera di calciatore, Tihinen ha studiato leadership e management internazionale alla UEFA Academy e all'Università Aalto di Helsinki, e dal 2014 è direttore tecnico della Federcalcio finlandese.

## Carriera internazionale
Tihinen ha esordito con la nazionale finlandese il 5 giugno 1999 contro la Turchia. Ha segnato cinque gol nelle partite della propria nazionale e ha formato stabilmente la coppia difensiva centrale della Finlandia con Sami Hyypiä per gran parte degli anni 2000. Tihinen ha capitanato la squadra nazionale in una partita passata alla storia come la partita del gufo reale contro il Belgio nel giugno 2007. Durante tale match, un gufo reale è volato in campo e il gioco è stato interrotto per qualche minuto. Il soprannome "gufi reali" della nazionale finlandese ha avuto origine da quell'evento.
Di seguito i gol realizzati dal Tihinen a squadre di altre nazioni:
| #  | Data             | Luogo    | Avversario  | Punteggio | Risultato | Competizione                                                |
| -- | ---------------- | -------- | ----------- | --------- | --------- | ----------------------------------------------------------- |
| 1. | 5 giugno 1999    | Helsinki | Turchia     | 2–4       | Sconfitta | Qualificazioni al campionato europeo di calcio 2000         |
| 2. | 15 agosto 2001   | Helsinki | Belgio      | 4–1       | Vittoria  | Amichevole                                                  |
| 3. | 12 ottobre 2002  | Helsinki | Azerbaigian | 3–0       | Vittoria  | Qualificazioni al campionato europeo di calcio 2004         |
| 4. | 7 settembre 2005 | Tampere  | Macedonia   | 5–1       | Vittoria  | Qualificazioni al campionato mondiale di calcio 2006 - UEFA |
| 5. | 5 settembre 2009 | Lankaran | Azerbaigian | 2–1       | Vittoria  | Qualificazioni al campionato mondiale di calcio 2010 - UEFA |

## Palmarès

### Club
- Campionato finlandese: 1

HJK Helsinki: 1997
- Coppa di Finlandia: 1

HJK Helsinki: 1998
- Coppa di Norvegia: 1

Viking FK: 2001
- Campionato belga: 2

Anderlecht: 2003-2004, 2005-2006
- Supercoppa belga: 1

Anderlecht: 2004
- Campionato svizzero: 2

Zurigo FC: 2006-2007, 2008-2009